# Santa Salete (kommun)
Santa Salete är en kommun i Brasilien.   Den ligger i delstaten São Paulo, i den södra delen av landet, 600 km sydväst om huvudstaden Brasília. Antalet invånare är 1 447.
Följande samhällen finns i Santa Salete:
- Santa Salete

Omgivningarna runt Santa Salete är en mosaik av jordbruksmark och naturlig växtlighet. Runt Santa Salete är det ganska tätbefolkat, med 86 invånare per kvadratkilometer.